# Inside Job (serie animata)
Inside Job è una serie animata statunitense creata da Shion Takeuchi, pubblicata il 22 ottobre 2021 su Netflix. La serie è stata cancellata l'8 gennaio 2023.

## Trama
La società statunitense Cognito Inc. cerca di controllare il mondo e di tenere nascosto che le teorie del complotto sono reali. Un genio della tecnologia e il suo nuovo partner lavorano fianco a fianco con reptoidi capaci di assumere sembianze umane, uno strano ibrido uomo-delfino e un fungo senziente proveniente dalle viscere della Terra.

## Episodi
| Stagioni                | Episodi | Pubblicazione USA | Pubblicazione Italia |
| ----------------------- | ------- | ----------------- | -------------------- |
| Prima Stagione: Parte 1 | 10      | 2021              | 2021                 |
| Prima Stagione: Parte 2 | 8       | 2022              | 2022                 |

## Personaggi e doppiatori
Direzione del Doppiaggio e Dialoghi italiani di Simone Marzola per Nexus Tv
- Reagan Ridley, voce originale di Lizzy Caplan,[4] italiana di Annalisa Platania.[5]
Ingegnere robotico che lavora alla Cognito Inc. Crede che la società possa essere migliorata ed è in cerca di una promozione per meglio indirizzare i suoi colleghi irresponsabili.
- Brett Hand, voce originale di Clark Duke,[4] italiana di Riccardo Zelaschi.[5]
Uno yes-man di Washington che da studente ha fatto parte di diverse confraternite. Sensibile e caritatevole, vuole il meglio per i suoi amici e colleghi.
- Gigi Thompson, voce originale di Tisha Campbell,[4] italiana di Stefania Patruno.[5]
Addetta alle pubbliche relazioni. Ha molti flirt ed è invaghita di Brett.
- Glenn Dolphman, voce originale di John DiMaggio,[4] italiana di Claudio Moneta.[5]
Un ibrido uomo-delfino. Ha un passato nell'esercito e supervisiona l'arsenale della Cognito Inc.
- Andre Lee, voce originale di Bobby Lee,[4] italiana di Luca Ferrante.[5]
Chimico coreano-americano, paranoico e avvezzo al consumo di sostanze stupefacenti di diverso tipo.
- Magic Myc, voce originale di Brett Gelman,[4] italiana di Ruggero Andreozzi.[5]
Un essere con poteri psichici e dalle sembianze di un grosso fungo viola. Dotato di un umorismo cinico e sarcastico, il suo corpo produce un particolare liquido usato dalla Cognito Inc. per cancellare la memoria di chi viene a sapere verità scomode.
- Randall "Rand" Ridley, voce originale di Christian Slater,[4] italiana di Alessandro Conte.[5]
Padre di Reagan ed ex amministratore delegato della Cognito Inc., vive con la figlia e fa ampio uso di alcool. Cerca di vendicarsi con gli ex colleghi che l'hanno fatto licenziare e ritorna a dirigere la società alla fine della prima stagione.
- Alpha-Beta, voce originale di Chris Diamantopoulos.[4]
Robot con le sembianze del presidente degli Stati Uniti (probabilmente Donald Trump), creato da Reagan con lo scopo di sostituirlo. Viene fatto prigioniero dopo aver cercato di sterminare l'umanità.
- J.R. Scheimpough, voce originale di Andy Daly,[4] italiana di Giorgio Bonino.[5]
Amministratore delegato della Cognito Inc. per quasi tutta la prima stagione. Personaggio controverso e dalla parlantina sciolta, viene risucchiato da un tubo alla fine della prima stagione.

## Accoglienza
Sull'aggregatore di recensioni Rotten Tomatoes la serie ha ricevuto un indice di gradimento del 77%, con un voto medio di 7,1 su 10 basato su 13 recensioni.